# لانتز (ویرجینیای غربی)
لانتز (به انگلیسی: Lantz) یک منطقهٔ مسکونی در ایالات متحده آمریکا است که در شهرستان باربر، ویرجینیای غربی واقع شده‌است. لانتز ۵۷۶٫۹۹ متر بالاتر از سطح دریا واقع شده‌است.